# Bahnhof Shin-Hakodate-Hokuto
Der Bahnhof Shin-Hakodate-Hokuto (jap. 新函館北斗駅, Shin-Hakodate-Hokuto-eki) ist ein Bahnhof auf der japanischen Insel Hokkaidō. Er befindet sich in der Unterpräfektur Oshima auf dem Stadtgebiet von Hokuto, etwa 18 km von Hakodate entfernt. Der von der Gesellschaft JR Hokkaido betriebene Bahnhof liegt an der Hakodate-Hauptlinie und ist seit 2016 die vorübergehende nördliche Endstation der Hochgeschwindigkeitsstrecke Hokkaidō-Shinkansen.

## Verbindungen
Als nördliche Endstation wird Shin-Hakodate-Hokuto von sämtlichen Zügen auf der normalspurigen Hochgeschwindigkeitsstrecke Hokkaidō-Shinkansen bedient. Von den täglich 13 Zügen (gemäß Fahrplan 2016) verkehren zehn nach Tokio sowie je einer nach Shin-Aomori, Morioka und Sendai. Jeder Shinkansen-Zug hat Anschluss an den Eilzug Hakodate Liner auf der kapspurigen Hakodate-Hauptlinie vom bzw. zum Bahnhof Hakodate. Die Neigeschnellzüge Super Hokuto und Hokuto verkehren von Hakodate über Shin-Hakodate-Hokuto nach Sapporo. Darüber hinaus verkehren Regionalzüge mit Halt an allen Bahnhöfen zwischen Hakodate und Mori.
Der Vorplatz ist Endstation mehrerer Buslinien der Gesellschaften Hakodate Bus und Hokkaidō Chūō Bus.

## Anlage
Der von Osten nach Westen ausgerichtete Bahnhof liegt knapp zwei Kilometer nördlich des Stadtzentrums von Ōno, das zur Gemeinde Hokuto gehört. Rund drei Kilometer südöstlich liegt die Stadt Nanae. Etwa auf halbem Weg zwischen dem Bahnhof und Nanae steht das Shinkansen-Betriebswerk. Die namensgebende Großstadt Hakodate ist rund 18 Kilometer südsüdöstlich gelegen.
Das markante zweigeschossige Empfangsgebäude besitzt eine rund 15 m hohe Glasfassade. Die Stützpfeiler sind Pappeln nachempfunden, die beim nahen Trappistenkloster zu finden sind, die Bahnhofshalle ist mit Zedernholz und Ziegelsteinen dekoriert. Während die vier Gleise der Hakodate-Hauptlinie im Freien liegen, verlaufen die drei Shinkansen-Gleise durch die Halle. Im Bahnhof befinden sich ein Laden, ein Touristeninformationszentrum und ein Ausstellungsraum, in dem Artefakte der Jōmon- und Ainu-Kultur gezeigt werden. Vor letzterem steht eine Bronzestatue einer Figur aus dem Manga Fist of the North Star (Hokuto no Ken). An der Wand hängen Skulpturen des Künstlers Takenobu Igarashi aus handgeblasenem Glas.

## Bilder

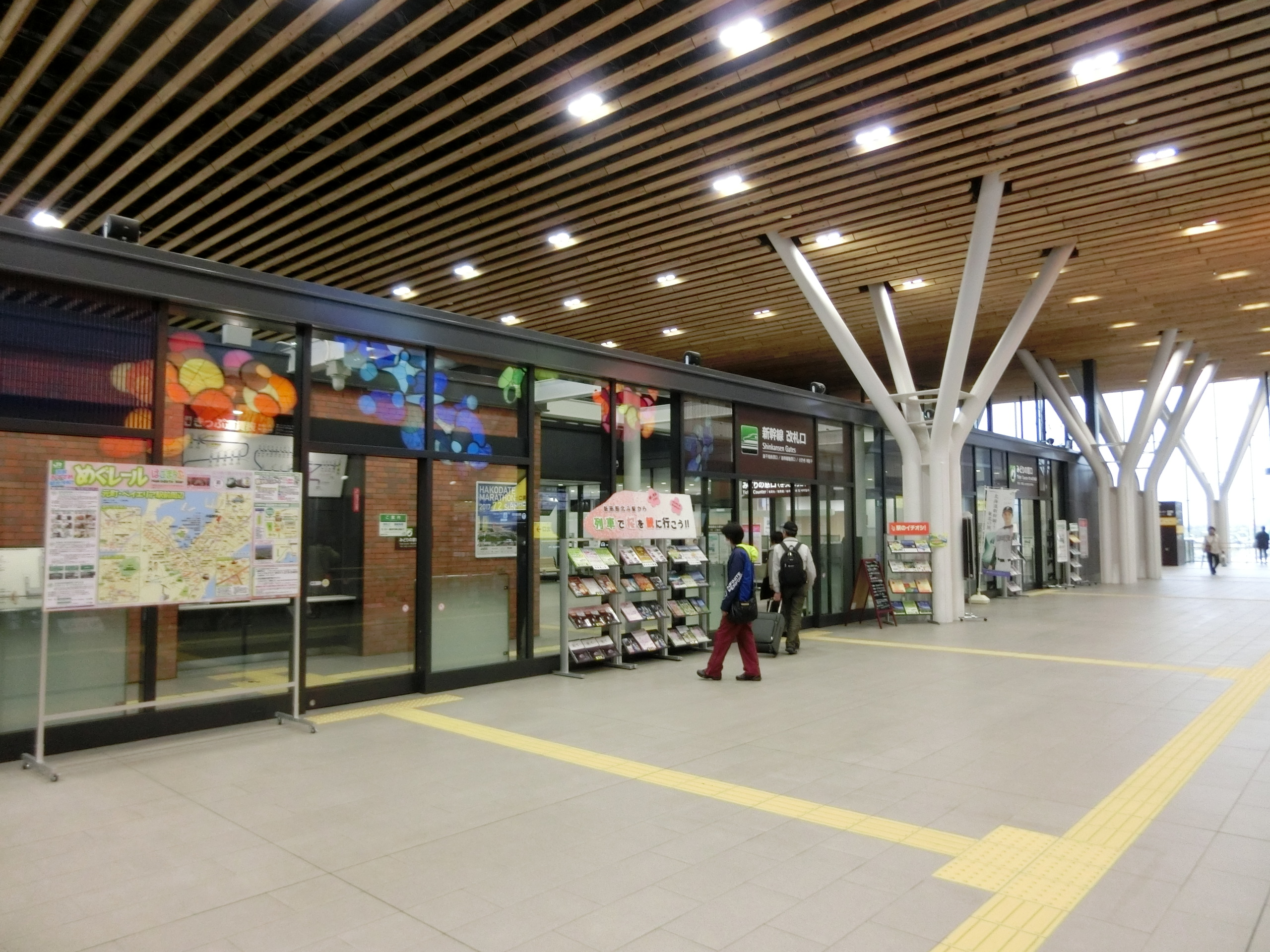
Eingangsbereich
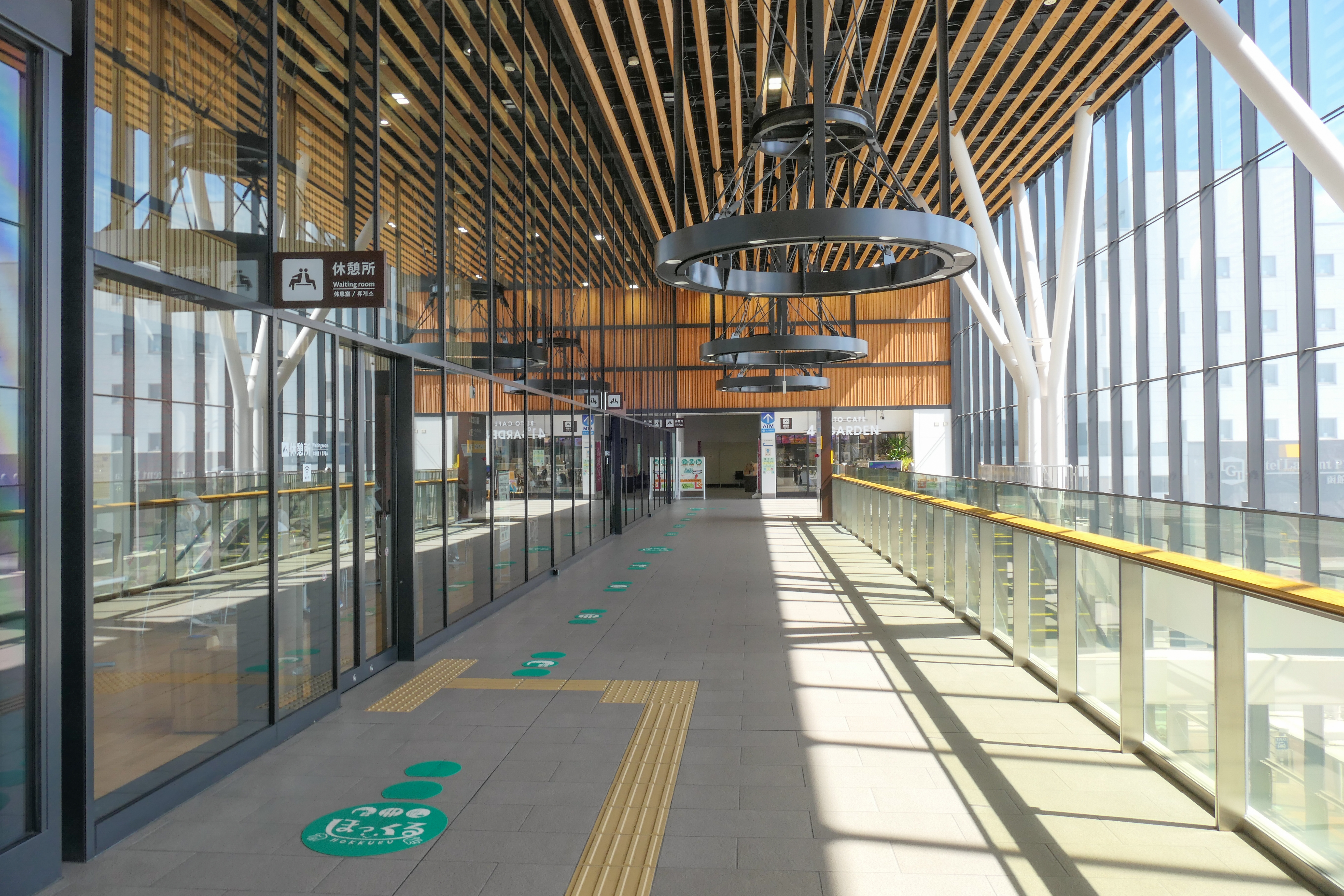
Innenansicht
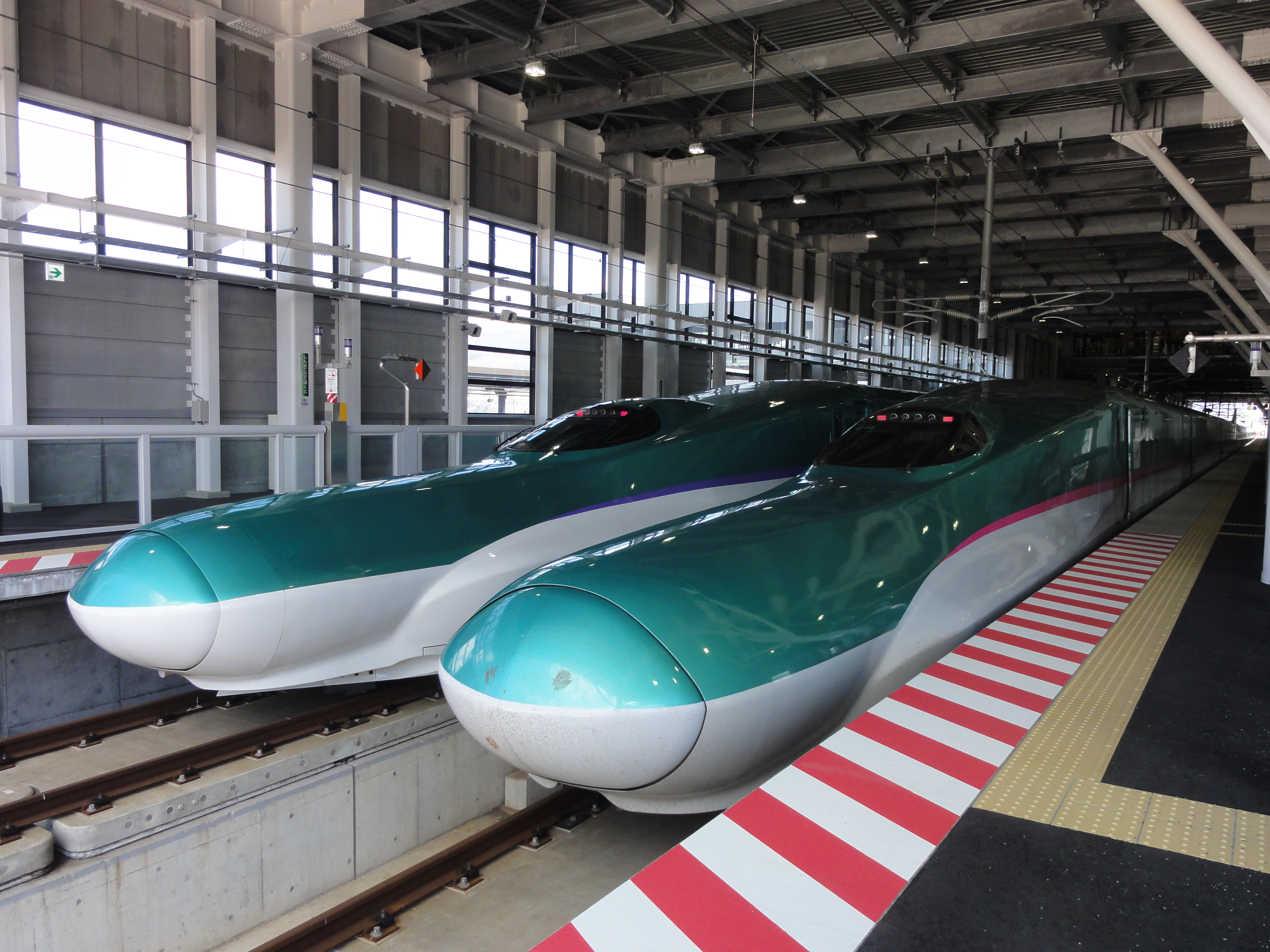
Shinkansen-Züge im Bahnhof Shin-Hakodate-Hokuto
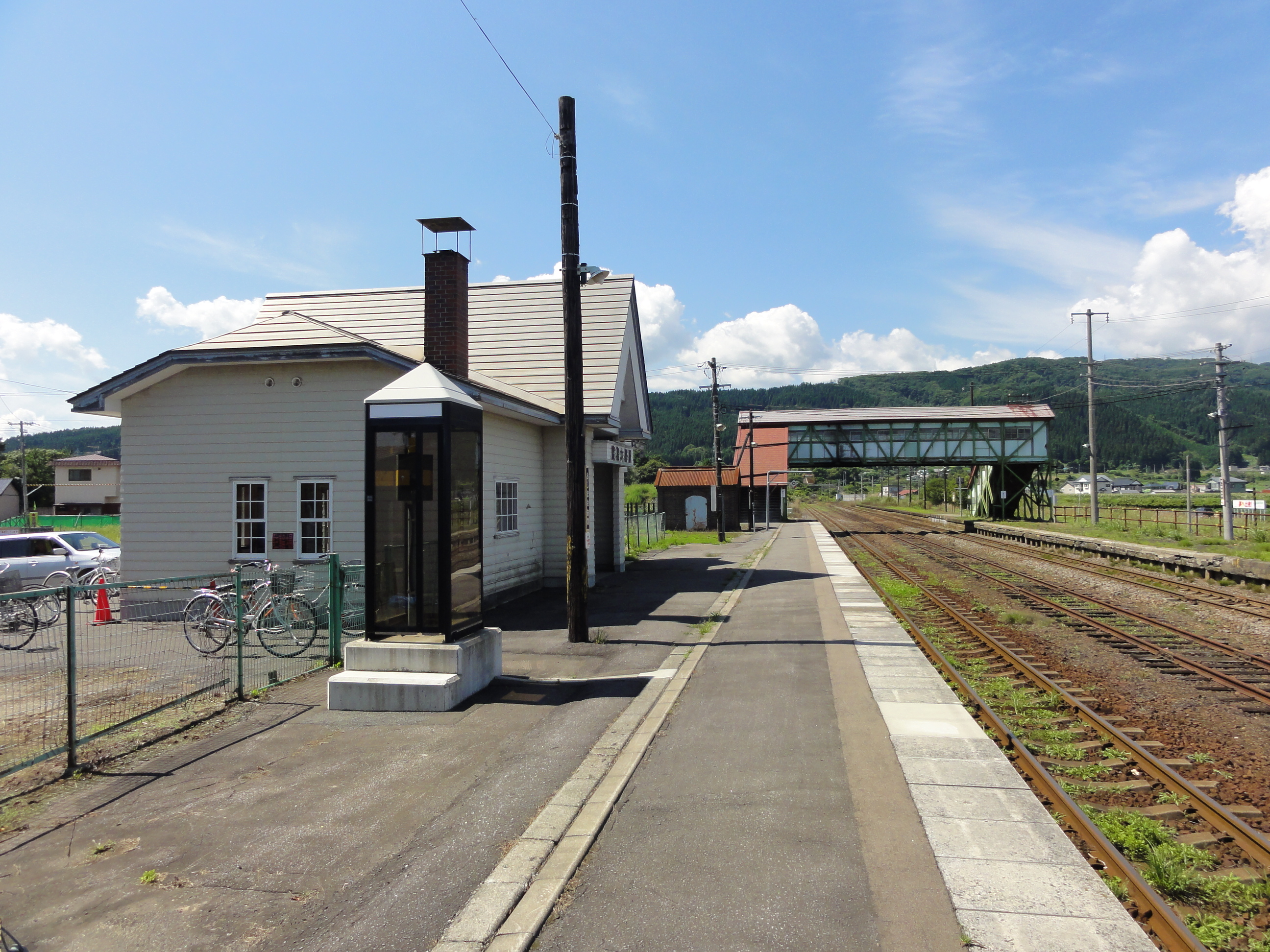
Ehemaliger Bahnhof Oshima-Ōno (August 2011)
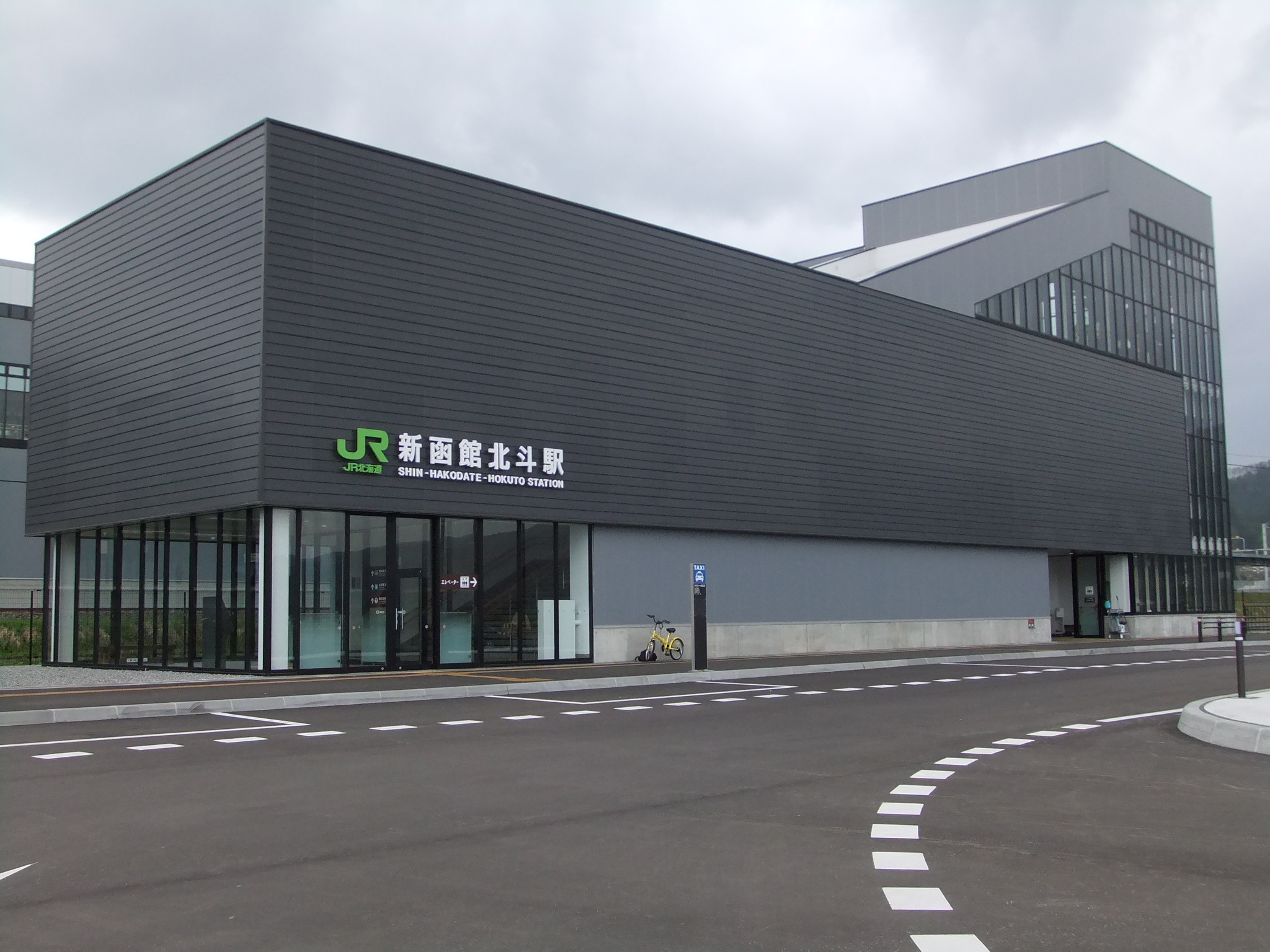
Nordausgang (Mai 2016)

## Gleise
| 1     | ▉ Hakodate-Hauptlinie | Hakodate (Hakodate Liner)                           |
| 2     | ▉ Hakodate-Hauptlinie | Hakodate (Schnellzüge)                              |
| 2/3   | ▉ Hakodate-Hauptlinie | Oshamambe • Higashi-Muroran • Sapporo (Schnellzüge) |
| 3/4   | ▉ Hakodate-Hauptlinie | Mori • Oshamambe                                    |
| 3/4   | ▉ Hakodate-Hauptlinie | Hakodate                                            |
| 11/12 | ▉ Hokkaidō-Shinkansen | Shin-Aomori • Morioka • Sendai • Tokio              |
| 13    | ▉ Hokkaidō-Shinkansen | (nicht in Betrieb)                                  |

## Linien
| Verlauf der Hokkaidō-Shinkansen                                    |
| ------------------------------------------------------------------ |
| Shin-Aomori • Okutsugaru-Imabetsu • Kikonai • Shin-Hakodate-Hokuto |

| Verlauf der Hakodate-Hauptlinie |
| --- |
| Hakodate • Goryōkaku • Kikyō • Ōnakayama • Nanae • Shin-Hakodate-Hokuto • Niyama • Ōnuma • Ōnumakōen • Akaigawa • Komagatake • Mori • Katsuragawa • Ishiya • Hon-Ishikura • Ishikura • Otoshibe • Nodaoi • Yamakoshi • Yakumo • Washinosu • Yamasaki • Kuroiwa • Kita-Toyotsu • Kunnui • Oshamambe • Futamata • Warabitai • Kuromatsunai • Neppu • Mena • Rankoshi • Konbu • Niseko • Hirafu • Kutchan • Kozawa • Ginzan • Shikaribetsu • Niki • Yoichi • Ranshima • Shioya • Otaru • Minami-Otaru • Otaru-Chikkō • Asari • Zenibako • Hoshimi • Hoshioki • Inaho • Teine • Inazumikōen • Hassamu • Hassamuchūō • Kotoni • Sōen • Sapporo • Naebo • Shiroishi • Atsubetsu • Shinrinkōen • Ōasa • Nopporo • Takasago • Ebetsu • Toyohoro • Horomui • Kami-Horomui • Iwamizawa • Minenobu • Kōshunai • Bibai • Chashinai • Naie • Toyonuma • Sunagawa • Takikawa • Ebeotsu • Moseushi • Fukagawa • Osamunai • Chikabumi • Asahikawa Sawara-Zweigstrecke: Ōnuma • Chōshiguchi • Shikabe • Oshima-Numajiri • Oshima-Sawara • Kakarima • Oshironai • Higashi-Mori • Mori |

## Geschichte

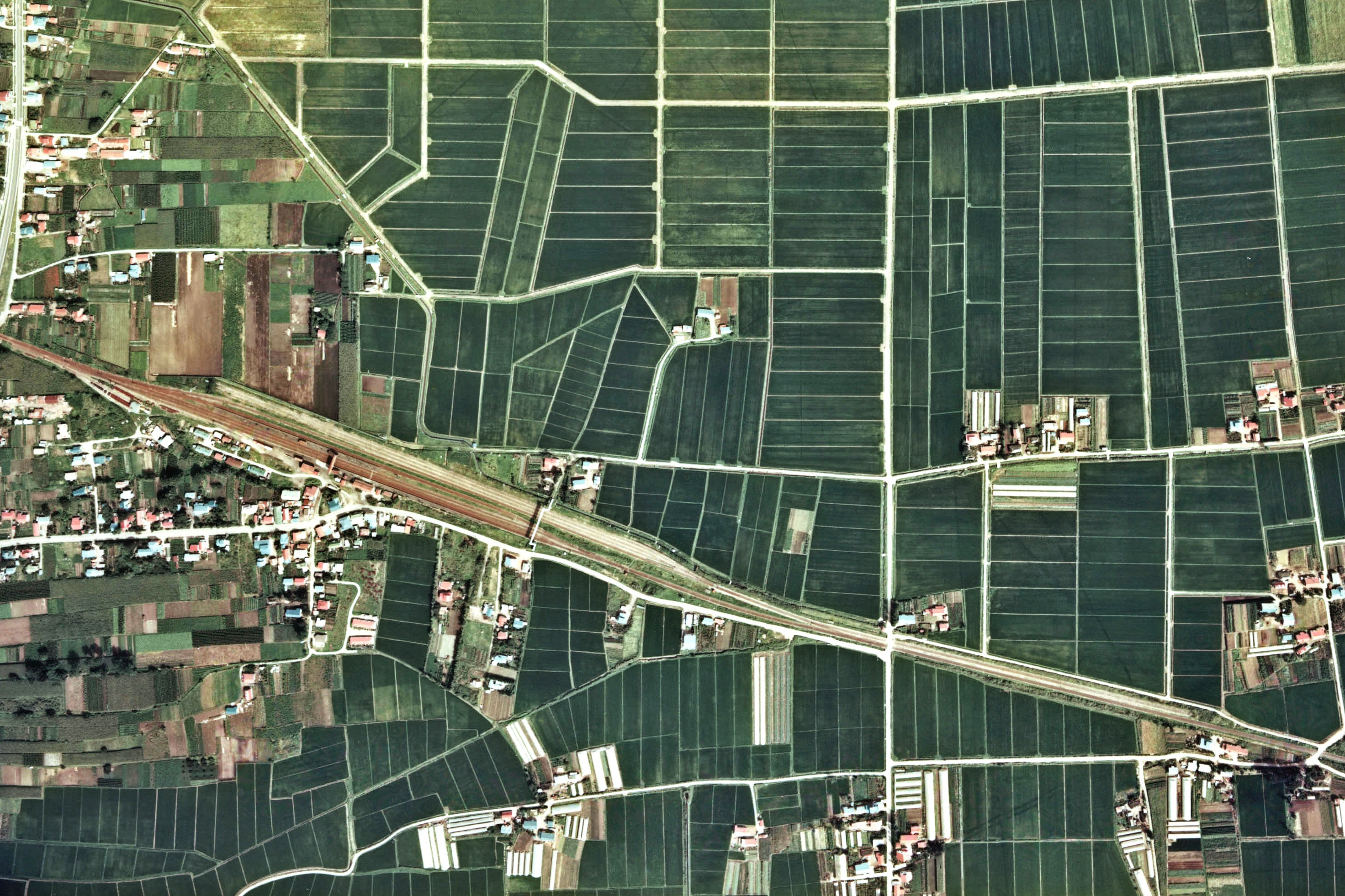
Luftansicht (1976)

Die private Bahngesellschaft Hokkaidō Tetsudō eröffnete am 10. Dezember 1902 den Bahnhof, der zunächst den Namen Hongō (本郷) trug. Er war ein halbes Jahr lang Endstation des von Hakodate hierher führenden ersten Abschnitts der Hakodate-Hauptlinie. Die Strecke wurde am 28. Juni 1903 weiter nach Mori verlängert. Nach der Verstaatlichung am 1. Juli 1907 war das Eisenbahnamt (das spätere Eisenbahnministerium) zuständig. Am 1. April 1942 erfolgte die Umbenennung des Bahnhofs in Oshima-Ōno (渡島大野).
Der dreigleisige Bahnhof besaß ein Empfangsgebäude im Blockhüttenstil und zwei Seitenbahnsteige, die durch eine gedeckte Überführung miteinander verbunden waren. Der Güterumschlag wurde am 28. Mai 1981 eingestellt, die Gepäckaufgabe am 1. Februar 1984. Mit der Privatisierung der Japanischen Staatsbahn ging der Bahnhof am 1. April 1987 in den Besitz der neuen Gesellschaft JR Hokkaido über, die im folgenden Jahr eine Renovation vornahm. Ab 1992 war der Bahnhof nicht mehr mit Personal besetzt.
1998 begannen die Planungen für die Hochgeschwindigkeitsstrecke Hokkaidō-Shinkansen. Da sie weiter bis nach Sapporo führen soll, war der Standort eines neuen Bahnhofs so zu wählen, dass kein unnötig großer Umweg entsteht, die abseits der Trasse gelegene Großstadt Hakodate aber trotzdem rasch erreicht werden kann. Aufgrund der Lage an der Hakodate-Hauptlinie fiel die Wahl auf Oshima-Ōno. Am 22. Mai 2005 erfolgte hier der zeremonielle Spatenstich der Hokkaidō-Shinkansen. Um Platz für den neuen Bahnhof zu schaffen, riss man das alte Bahnhofgebäude im Februar 2012 ab. Drei Jahre lang diente eine Baracke als behelfsmäßiger Ersatz. Am 29. März 2015 wurde der neue Bahnhof mit der geänderten Bezeichnung Shin-Hakodate-Hokuto in Betrieb genommen, zunächst nur für Züge auf der Hakodate-Hauptlinie. Seit dem 26. März 2016 ist er Endstation aller Shinkansen-Züge. Über 2500 Personen nahmen an der hier durchgeführten Eröffnungszeremonie teil, darunter Verkehrsminister Keiichi Ishii und Gouverneurin Harumi Takahashi.

## Zukunft
Shin-Hakodate-Hokuto wird voraussichtlich bis März 2031 die nördliche Endstation der Hokkaidō-Shinkansen sein. Dann soll die anschließende zweite Bauetappe bis Sapporo in Betrieb genommen werden.